# Cantó de Vermand
El cantó de Vermand és un cantó francès del departament de l'Aisne, situat al districte de Saint-Quentin. Té 24 municipis i el cap és Vermand.

## Municipis
- Attilly
- Beauvois-en-Vermandois
- Caulaincourt
- Douchy
- Étreillers
- Fayet
- Fluquières
- Foreste
- Francilly-Selency
- Germaine
- Gricourt
- Holnon
- Jeancourt
- Lanchy
- Maissemy
- Pontru
- Pontruet
- Roupy
- Savy
- Trefcon
- Vaux-en-Vermandois
- Vendelles
- Le Verguier
- Vermand

## Història
| Data d'elecció                           | Identitat         | Partit          | Qualitat |
| ---------------------------------------- | ----------------- | --------------- | -------- |
| 1949-1971                                | Jean Deguise      | MRP, després CD |          |
| 1971-1979                                | M. Marcellin      | PCF             |          |
| 1979-1985                                | M. Trocmé         | PCF             |          |
| 1985-1998                                | Jacques Delaplace | RPR             |          |
| 1998-                                    | Thierry Lefevre   | IDG             |          |
| les dades anteriors no són pas conegudes |                   |                 |          |
|                                          |                   |                 |          |

## Demografia
| A partir de 1990: Població sense dobles comptes |